# Кэмпбелсвилл (Кентукки)
Кэмпбелсвилл (англ.  Campbellsville ) — город и административный центр в округе  Тейлор  в штате Кентукки США.

## Описание
Находится в центральном Кентукки. Расположен недалеко от стыка регионов Блюграсс, Пеннироял и Нобс, в 137 км к юго-юго-востоку от Луисвилла. Основанный в 1817 году и названный в честь Адама и Эндрю Кэмпбеллов, первых поселенцев, он стал центром округа Тейлор при его формировании в 1848 году; до этого он был в округе Грин. Местность развивалась как рынок для скота и полевых культур, в основном табака. Городские производства включают одежду, воздушные компрессоры, алюминиевые изделия, металлические гробы, а также молдинги и отделку из твердой древесины. Колледж Кэмпбеллсвилля был основан в 1906 году.

## Население
| 2010 | 2012    | 2020    |
| ---- | ------- | ------- |
| 9108 | ↗10 759 | ↗11 426 |